# 埃娃·斯沃博达
埃娃·妮古拉·斯沃博达（波蘭語：Ewa Nikola Swoboda，發音：[ˈɛva ˈnikɔla sfɔˈbɔda]；1997年7月26日—），波兰女子田径运动员，主攻短跑。她的父母曾从事柔道运动，祖父则曾从事拳击运动，然而她对武术并不感兴趣，并认为自己不能伤害任何人。斯沃博达在小学时展现出自己在体育方面的天赋，并被家乡当地中学的体育教师Iwona Krupa发掘，随后她也开始师从Krupa练习田径，两人的师徒关系也一直维持多年。